# Ушаков, Александр Клеонакович
Александр Иванович (Клеонакович) Ушаков 3-й (1803—1877) — русский военный и государственный деятель, генерал от инфантерии (18.03.1864), герой русско-турецкой войны 1828-1829 гг., Венгерского похода 1849 года и Крымской войны.

## Биография
Родился 31 мая (12 июня) 1803 года. Получил образование в школе колонновожатых (1819).
Активно участвовал в русско-турецкой войне 1828-1829 гг. и подавлении Польского восстания 1830-1831 гг. 8 сентября 1843 года произведён в генерал-майоры. 4 декабря того же года за 25 лет выслуги в офицерских чинах награждён орденом Святого Георгия 4-й степени. В качестве начальника штаба 2-го армейского корпуса принимал активное участие в Венгерской кампании 1849 года.
19 апреля 1853 года произведён в генерал-лейтенанты и назначен начальником 7-й пехотной дивизии.
Активный участник Крымской войны. 11 марта 1854 года командовал войсками во время переправы через Дунай и во взятии штурмом турецких укреплений у Тульчи. За отличие 21 марта того же года награждён орденом Святого Георгия 3-й степени. В 1855 году Ушаков со своей дивизией был отправлен в Крым, где она вошла в состав Севастопольского гарнизона и 4 августа сыграла важную роль в сражении на берегу реки Чёрная. Начинающий в это время писатель Л. Н. Толстой посвятил данному сражению песню, критикующую действия русского командования, в том числе и Ушакова (если быть объективным, то действия Ушакова не заслуживали критики, так как он мужественно сражался и получил за это золотую шпагу с надписью "За храбрость", украшенную алмазами).
В 1856 году Ушаков временно командовал 3-м корпусом, а в 1863 году, во время Польского восстания, назначен начальником Радомского военного отдела и принимал деятельное участие в рассеянии мятежников.
18 марта 1864 года Ушаков произведён в генералы от инфантерии и назначен членом генерал-аудиториата военного министерства. Он работал над проектированием и приведением в действие военно-судебной реформы.
В 1867-1877 годах — председатель Главного военного суда.
Умер 11 (23) февраля 1877 года. Похоронен на Никольском кладбище Александро-Невской лавры.

## Награды
Российские:
- Орден Святой Анны 4-й степени (11.12.1823)
- Орден Святого Владимира 4-й степени с бантом (22.09.1829)
- Орден Святой Анны 2-й степени (13.08.1832)
- Орден Святого Станислава 2-й степени (06.12.1833)
- Императорская корона к ордену Святой Анны 2-й степени (1836)
- Орден Святого Владимира 3-й степени (12.09.1839)
- Императорская корона к ордену Святого Станислава 2-й степени (14.03.1842)
- Орден Святого Георгия 4-й степени (04.12.1843, № 6925 по кавалерскому списку Григоровича — Степанова)
- Орден Святого Станислава 1-й степени (29.05.1845)
- Орден Святой Анны 1-й степени за отличие в Венгерском походе (05.09.1849)
- Императорская корона к ордену Святой Анны 1-й степени (1852)
- Орден Святого Георгия 3-й степени за отличие в Дунайской кампании Крымской войны (21.03.1854, №479 по кавалерскому списку Григоровича-Степанова)
- Золотая шпага с надписью «За храбрость», украшенная алмазами (24.11.1855)
- Орден Святого Владимира 2-й степени с мечами (1858)
- Орден Белого орла (1861)
- Знак отличия беспорочной службы за XL лет (22.08.1862)
- Орден Святого Александра Невского (31.03.1868)
- Алмазные знаки к ордену Святого Александра Невского (1872)

Иностранные:
- Австрийский орден Леопольда, командорский крест (1850)
- Прусский орден Красного орла 1-й степени (1858)

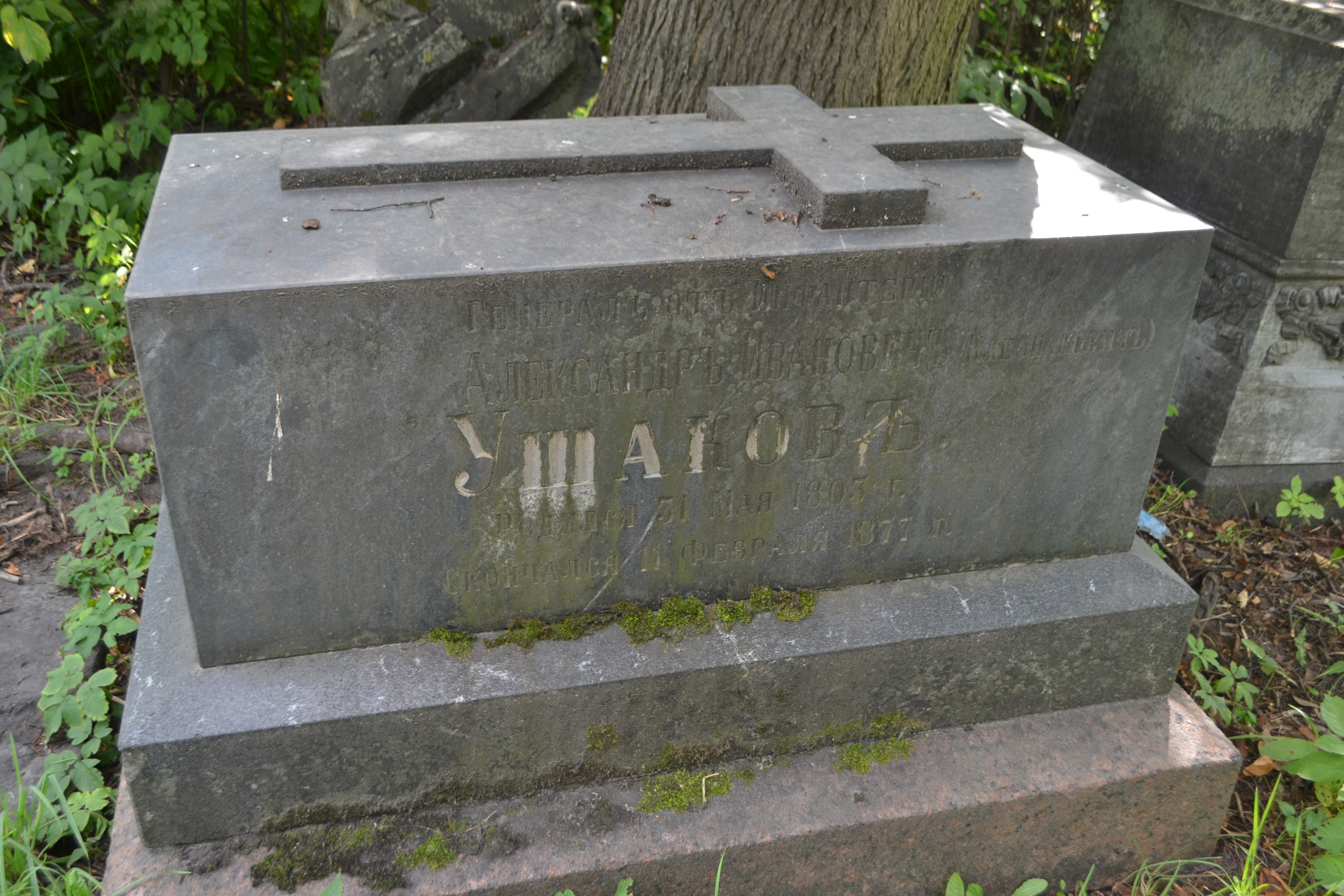
Могила А. К. Ушакова

## Семья
- Дочь: София Александровна Ушакова (1839 — 14.12.1917[1])
- Сын: полковник Пётр Алекандрович Ушаков (11.04.1842 — 21.12.1873)